# Korsun'-Ševčenkivs'kyj
Korsun'-Ševčenkivs'kyj (in ucraino Корсунь-Шевченківський?) è una città ucraina (17 216 abitanti) sita lungo le rive del fiume Ros nel distretto di Čerkasy, nell'oblast' di Čerkasy. Ospita l'amministrazione della comunità territoriale di Korsun'-Ševčenkivs'kyj, una delle comunità territoriali dell'Ucraina.
Fino al 18 luglio 2020 Korsun'-Ševčenkivs'kyj apparteneva al distretto di Korsun'-Ševčenkivs'kyj. Il distretto è stato abolito nel luglio 2020 come parte della riforma amministrativa dell'Ucraina, che ha ridotto a quattro il numero dei distretti dell'oblast' di Čerkasy. L'area del distretto di Korsun'-Ševčenkivs'kyj è stata suddivisa tra il distretto di Čerkasy e il distretto di Zvenyhorodka e Stebliv è stata inclusa nel distretto di Čerkasy,

## Storia
Anche se sul suo territorio permangono numerose testimonianze di monumenti funebri sciti, solo nel 1032 una città con il nome di Korsun' venne fondata dal principe della Rus' di Kiev Jaroslav I il Saggio, con le funzioni di fortezza a protezione di Kiev dagli attacchi delle popolazioni nomadi delle steppe meridionali. Il nome della città deriva dal porto greco di Cherson (translato in  Korsun') sito sulla penisola di Crimea. Nel 1240 fu distrutta dalle orde di Batu Khan. Nel 1585 fu stanziata al proprio interno una guarnigione militare.
Divenne quindi parte della Confederazione Polacco-Lituana, sotto la quale un'altra fortezza fu costruita all'interno della città, a cui fu concesso il Diritto di Magdeburgo. Nel 1630, un gruppo di ribelli polacchi guidati da Taras Fedorovyč attaccò Korsun' annientando la guarnigione polacca mentre sette anni dopo la città fu razziata dalle forze polacche durante la ribellione cosacca guidata da Pavlo Pavljuk. Nel 1648, durante la ribellione di Chmel'nyc'kyj, fu qui combattuta la Battaglia di Korsuń (26 maggio 1648). Nel 1768, durante la Koliïvščyna, la guarnigione polacca fu nuovamente sconfitta e distrutta dalle forze di Maksym Zaliznjak.
Nel 1793 Korsun' entrò a far parte dell'Impero russo, sotto il dominio del quale, nel 1903, fu costruita una delle più grandi fabbriche di vernice dell'intero impero. Durante la Seconda guerra mondiale (1941-1945), l'Armata Rossa sconfisse un contingente nazista di 80.000 unità (battaglia di Korsun'). Il 14 febbraio 1944 Korsun' fu liberata dall'occupazione nazista.
Nel dopoguerra, le aziende agricole fortemente danneggiate dal periodo bellico furono presto ripristinate. Nel 1944 la città, che fino ad allora era stata conosciuta semplicemente come Korsun', fu rinominata in Korsun'-Ševčenkivs'kyj in onore di Taras Ševčenko, famoso poeta ed artista ucraino.

## Economia
Korsun'-Ševčenkivs'kyj è sita sulla linea ferroviaria Kiev-Čerkasy e contiene al proprio interno un gran numero di fabbriche tra cui quelle meccaniche, di materiali da costruzione, di asfalto, di produzione vinicola.

## Monumenti e architetture
La città ha inoltre al proprio interno:
- Un parco un tempo appartenuto alla nobile famiglia Lopuchin-Demydov, grande 97 ettari e considerato uno dei più grandi esempi di complessi in stile romantico presenti in Ucraina. Il parco fu installato nel 1782 su richiesta del nobile Stanisław Poniatowski, scrittore e artista. Intorno alla metà del XIX secolo tale complesso fu decorato con numerose sculture e arricchito con piccoli ponti in pietra.
- Palazzo delle famiglie Ponyatovsky, Lopukhin e Lopukhin-Demydov.
- Museo "Palazzo Poniatowski".

## Galleria d'immagini

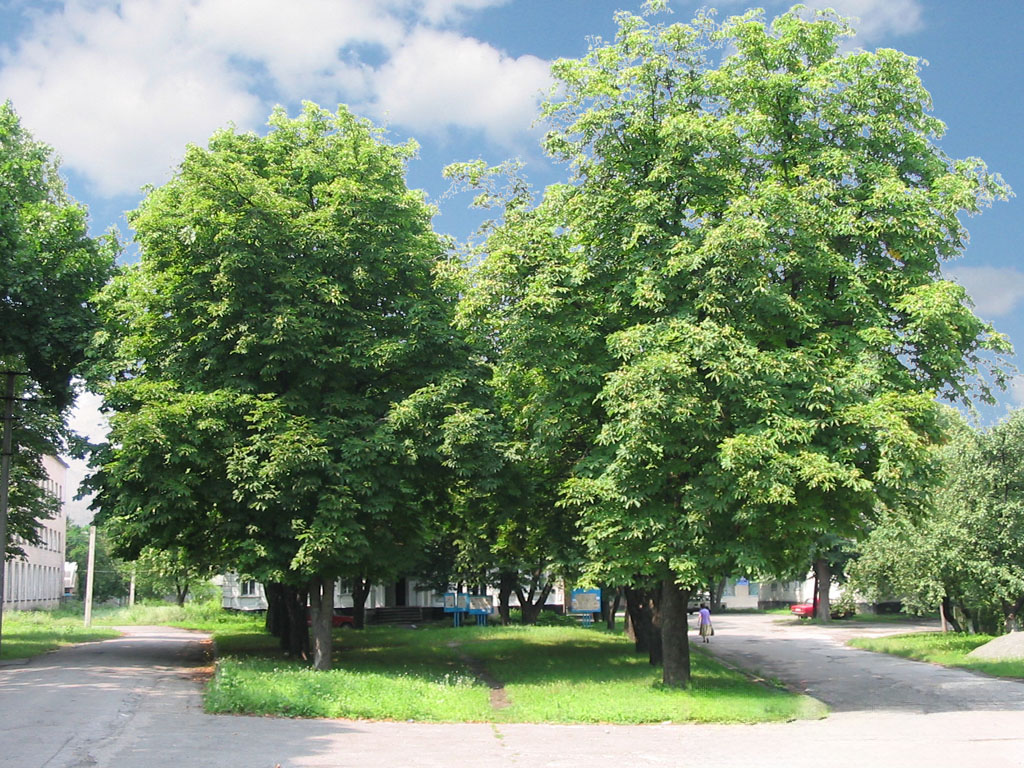
Centro della città
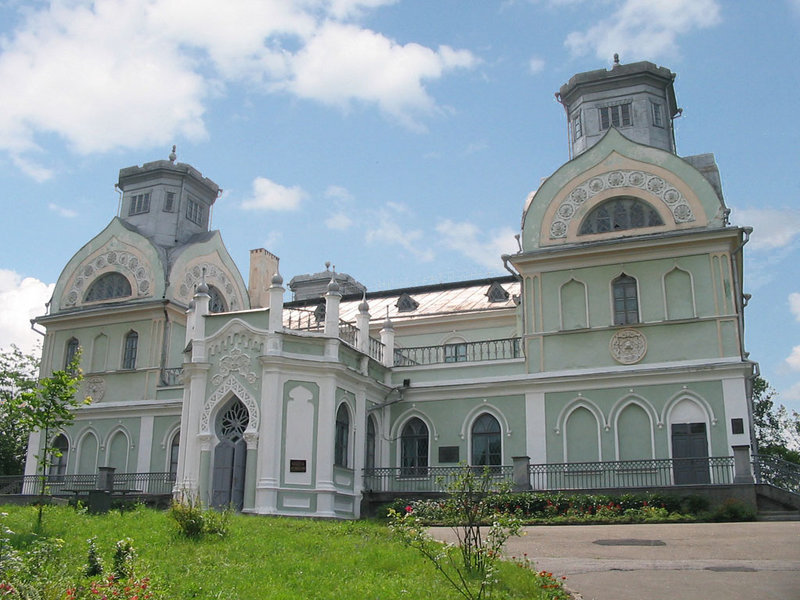
Palazzo della famiglia Lopuchin-Demydov
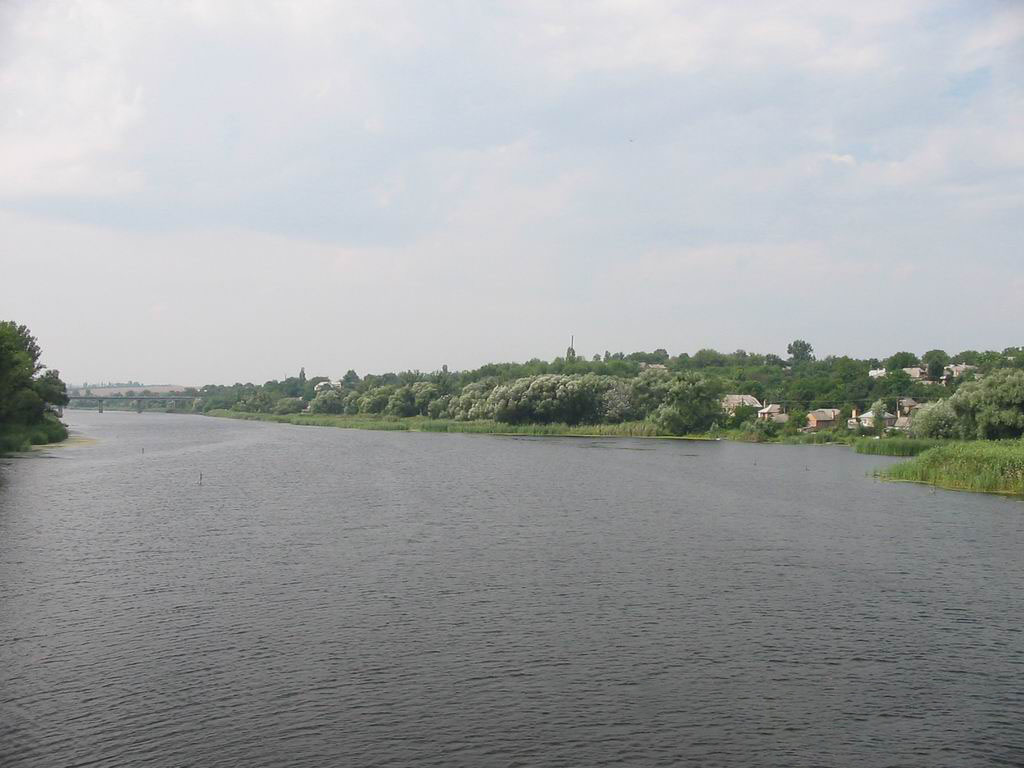
Il fiume Ros'
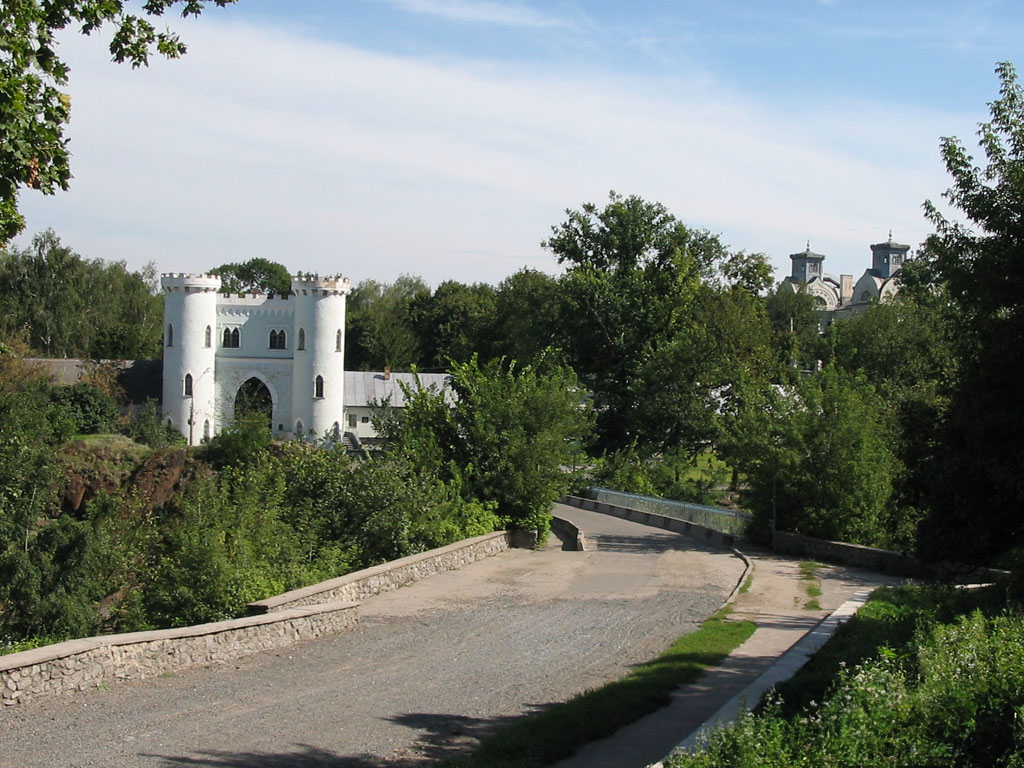
Entrata del parco
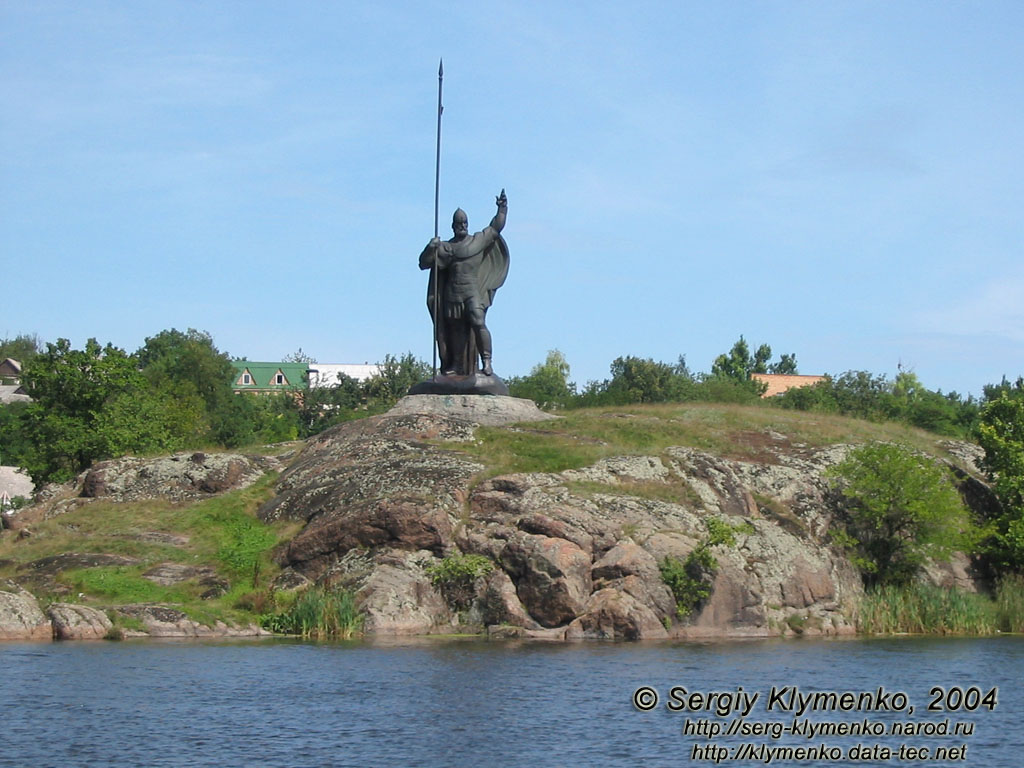
Monumento sulle rive del Ros